# Stazione di Tomita
La stazione di Tomita (富田駅?, Tomita-eki) è una stazione ferroviaria della città di Ashikaga, nella prefettura di Tochigi in Giappone, gestita dalla JR East.

## Linee
JR East
■ Linea Ryōmō

## Struttura
La stazione è realizzata in superficie, con due marciapiedi laterali con due binari passanti, collegati da un sovrappassaggio, ed è presente il supporto alla bigliettazione elettronica SUICA.
| Binario | Linea         | Destinazioni principali              |
| ------- | ------------- | ------------------------------------ |
| 1       | ■ Linea Ryōmō | Ashikaga, Kiryū, Maebashi e Takasaki |
| 2       | ■ Linea Ryōmō | Sano, Tochigi e Oyama                |

## Stazioni adiacenti
| «                    | Servizio    | »           |
| Linea Ryōmō          | Linea Ryōmō | Linea Ryōmō |
| -------------------- | ----------- | ----------- |
| Ashikaga Flower Park | -           | Sano        |